# Bonnier Books

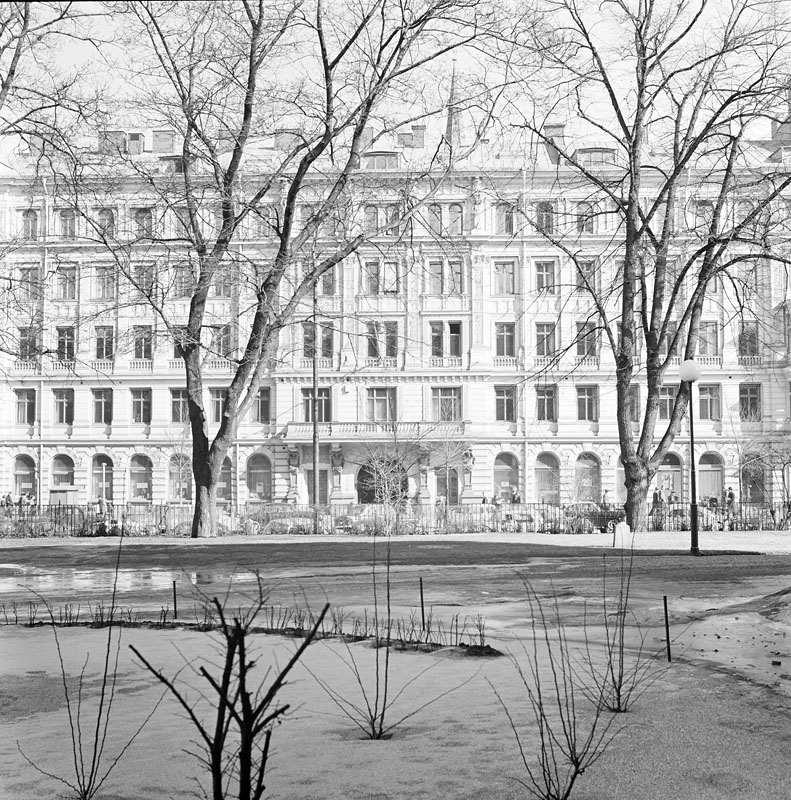
Bonnierhuset vid Sveavägen i Stockholm

Bonnier Books samlar Bonniers bokrelaterade verksamheter. Idag spänner dessa från traditionella förlag till bokhandelskedjor och digitala prenumerationstjänster för ljud- och e-böcker. Bonnier Books har cirka 2 000 medarbetare i sju länder och omsätter cirka 7 miljarder kronor. Verkställande direktör är Håkan Rudels.

## Verksamhet i Sverige
Bonnierförlagen är den ledande förlagsgruppen i Sverige. Bonnierförlagen inkluderar också bokklubbar, Bonnier Rights och Bonnier Brands.
BookBeat är en digital prenumerationstjänst som erbjuder tillgång till ett urval av ljudböcker och e-böcker från branschens ledande bokförlag. BookBeat finns i Finland, Tyskland, Danmark, Polen och 23 länder till.
Pocket Shop är en ledande återförsäljare av pocketböcker.

## Verksamhet i Europa

### Tyskland
Bonnier Media Deutschland är den näst största förlagsgruppen i Tyskland och marknadsledande inom barnböcker och serier. 

### Storbritannien
Bonnier Books UK är ett brittiskt förlag med 12 imprints som ger ut böcker i en rad genrer för olika åldrar. 

### Norge
Cappelen Damm är Norges näst största bokförlag med inriktning på både norsk och utländsk litteratur. Cappelen Damm samägs av Bonnier Books och Egmont med 50 procent var.

### Finland
Werner Söderström OY, WSOY, ger ut finsk och översatt litteratur, fiktion och facklitteratur för alla åldersgrupper. 
Akademiska Bokhandeln är en bokhandelskedja i Finland som erbjuder böcker på främst finska och svenska, kontors- och pappersvaror samt andra relaterade produkter.

### Danmark
Gutkind Forlag grundades i januari 2020 med fokus på dansk och översatt litteratur för vuxna läsare.
Alpha Forlag publicerar dansk och utländsk litteratur, barn- och ungdomsböcker samt facklitteratur.

### Polen
Bonnier Books Polska består av förlagen Marginesy och Jaguar. Bonnier Books Polska ger ut rikt illustrerade självbiografier och biografier, skönlitteratur av polska och utländska författare samt barnböcker.